# 中间海参
中间海参（学名：Mesothuria media）为间海参属的动物。舊屬辛那参科，今屬间海参科。分布于日本，包括东海等海域，多生活于水深500-550米的软泥底。该物种的模式产地在日本纪伊半岛、水深约500m。